# Portugal op het Eurovisiesongfestival 1990
Portugal nam deel aan het Eurovisiesongfestival 1990 in Zagreb, Joegoslavië. Het was de 27ste deelname van het land op het Eurovisiesongfestival. De selectie verliep via het jaarlijkse Festival da Canção. De RTP was verantwoordelijk voor de Portugese bijdrage voor de editie van 1990.

## Selectieprocedure
Net zoals de voorbije jaren werd ook dit jaar de kandidaat gekozen via het jaarlijkse Festival da Canção.
In totaal deden er 10 liedjes mee aan deze finale en de winnaar werd aangeduid door middel van 22 regionale jury's.
Finale
| Volgorde | Artiest                | Lied                       | Punten | Plaats |
| -------- | ---------------------- | -------------------------- | ------ | ------ |
| 1        | Onda Média             | Uma rainha                 | 127    | 6de    |
| 2        | João Paulo             | Na ilha do tesouro         | 80     | 8ste   |
| 3        | Karamurú               | Essência da vida           | 170    | 2de    |
| 4        | Jorge Fernando         | Via aérea                  | 102    | 7de    |
| 5        | Afonsinhos dos Condado | Juju e a sua banda         | 77     | 9de    |
| 6        | Toy                    | Mais e mais                | 145    | 3de    |
| 7        | Nucha                  | Sempre, há sempre alguém   | 242    | 1ste   |
| 8        | Kika                   | Terceiro milénio           | 63     | 10de   |
| 9        | Os Helena              | Ele é um playboy           | 130    | 5de    |
| 10       | Sara                   | Deixa lá, o pior já passou | 140    | 4de    |

## In Zagreb
In Ierland moest Portugal optreden als 16de na Joegoslavië en voor Ierland.
Na de puntentelling bleek dat Portugal 20ste was geëindigd met een totaal van 9 punten. 
Nederland en België hadden geen punten over voor deze inzending.

### Gekregen punten

#### Finale
| 12 punten | 10 punten | 8 punten | 7 punten              | 6 punten |
| --------- | --------- | -------- | --------------------- | -------- |
|           |           |          | - Luxemburg           |          |
| 5 punten  | 4 punten  | 3 punten | 2 punten              | 1 punt   |
|           |           |          | - Verenigd Koninkrijk |          |

### Punten gegeven door Portugal

#### Finale
Punten gegeven in de finale:
| 12 punten | IJsland     |
| 10 punten | Italië      |
| 8 punten  | Zwitserland |
| 7 punten  | Denemarken  |
| 6 punten  | Ierland     |
| 5 punten  | Spanje      |
| 4 punten  | Frankrijk   |
| 3 punten  | Luxemburg   |
| 2 punten  | België      |
| 1 punt    | Nederland   |

1964 · 1965 · 1966 · 1967 · 1968 · 1969 · 1970 · 1971 · 1972 · 1973 · 1974 · 1975 · 1976 · 1977 · 1978 · 1979 · 1980 · 1981 · 1982 · 1983 · 1984 · 1985 · 1986 · 1987 · 1988 · 1989 · 1990 · 1991 · 1992 · 1993 · 1994 · 1995 · 1996 · 1997 · 1998 · 1999 · 2000 · 2001 · 2002 · 2003 · 2004 · 2005 · 2006 · 2007 · 2008 · 2009 · 2010 · 2011 · 2012 · 2013 · 2014 · 2015 · 2016 · 2017 · 2018 · 2019 · 2020 · 2021 · 2022 · 2023 · 2024 · 2025